# Прибутковий будинок Пашкова
Прибутко́вий буди́нок Пашко́ва — пам'ятка архітектури та містобудування місцевого значення, охоронний номер 846-Од, в Одесі за адресою вулиця Торгова, 3.

## Історія
В. П. Нетребський вказує рік побудови будинку 1904 та архітектора А. Б. Мінкуса. Покажчик пам'ятників і пам'ятних місць по місту Одесі вказує теж самі дані. Пилявський ж вказує 1903–1904 рр і двох архітекторів, які брали участь у будівництві: Л. Л. Влодека і А. Б. Мінкуса. У довіднику «Вся Одеса» за 1902–1903 роки значиться будинок № 3 по Торговій з домовласником А. Пашковим. Отже, можна зробити висновок про те, що будинок був побудований у 1903 році Влодеком, а в 1904 році перебудовувався Мінкусом.

### Відомі мешканці
У цьому будинку розташовувалася редакція щоденної газети «Одесский вестник». Перед революцією 1917 року будинок належав графу Гросул-Толстому.

## Опис
Будинок побудований у стилі історизму з елементами необароко. Має 3 поверхи.
У дворі будинку є скульптура дельфіна, на місці якої раніше була скульптура Геракла. На початку XX століття на місці скульптур розташовувався колодязь.

## Галерея

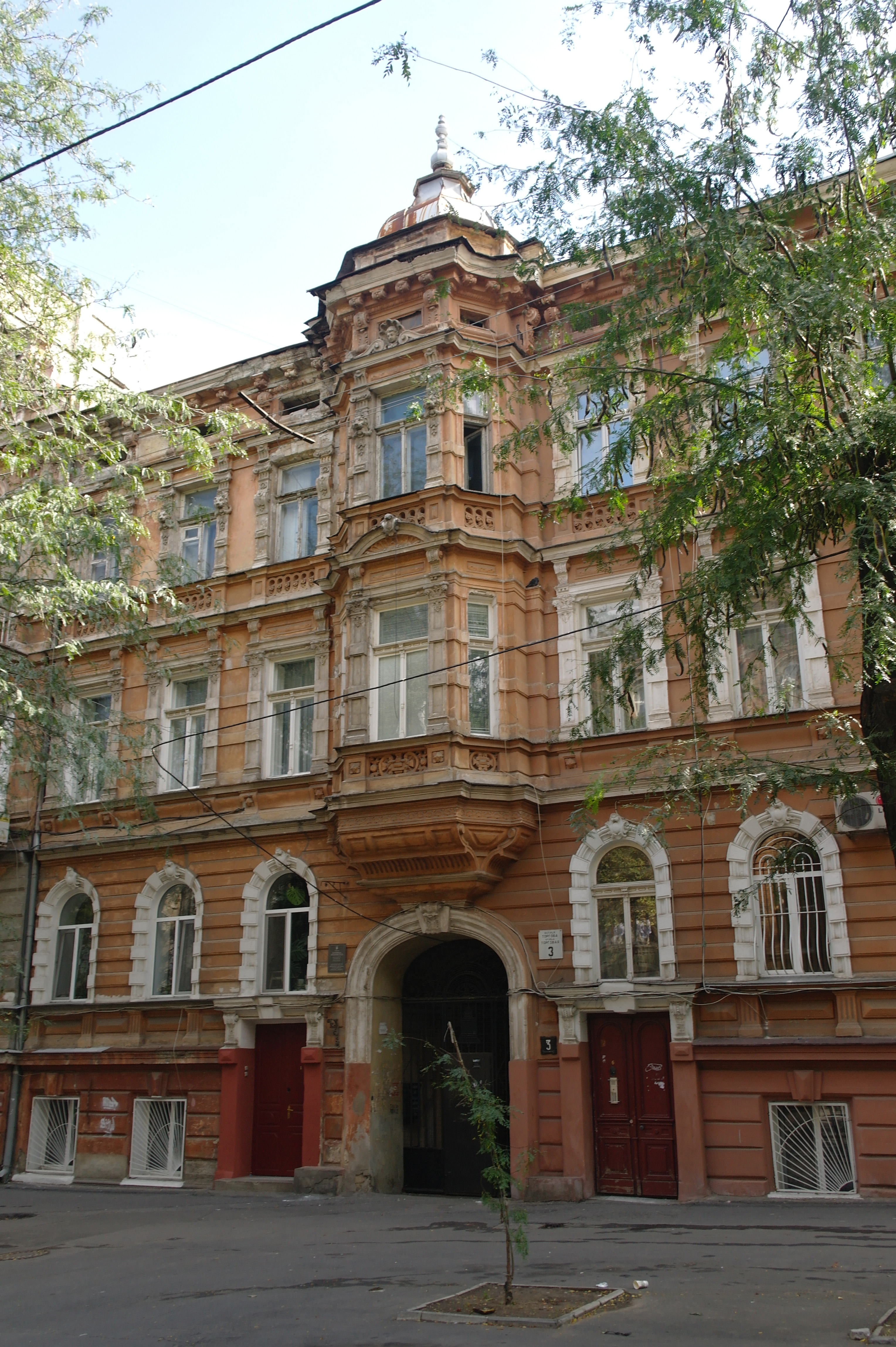
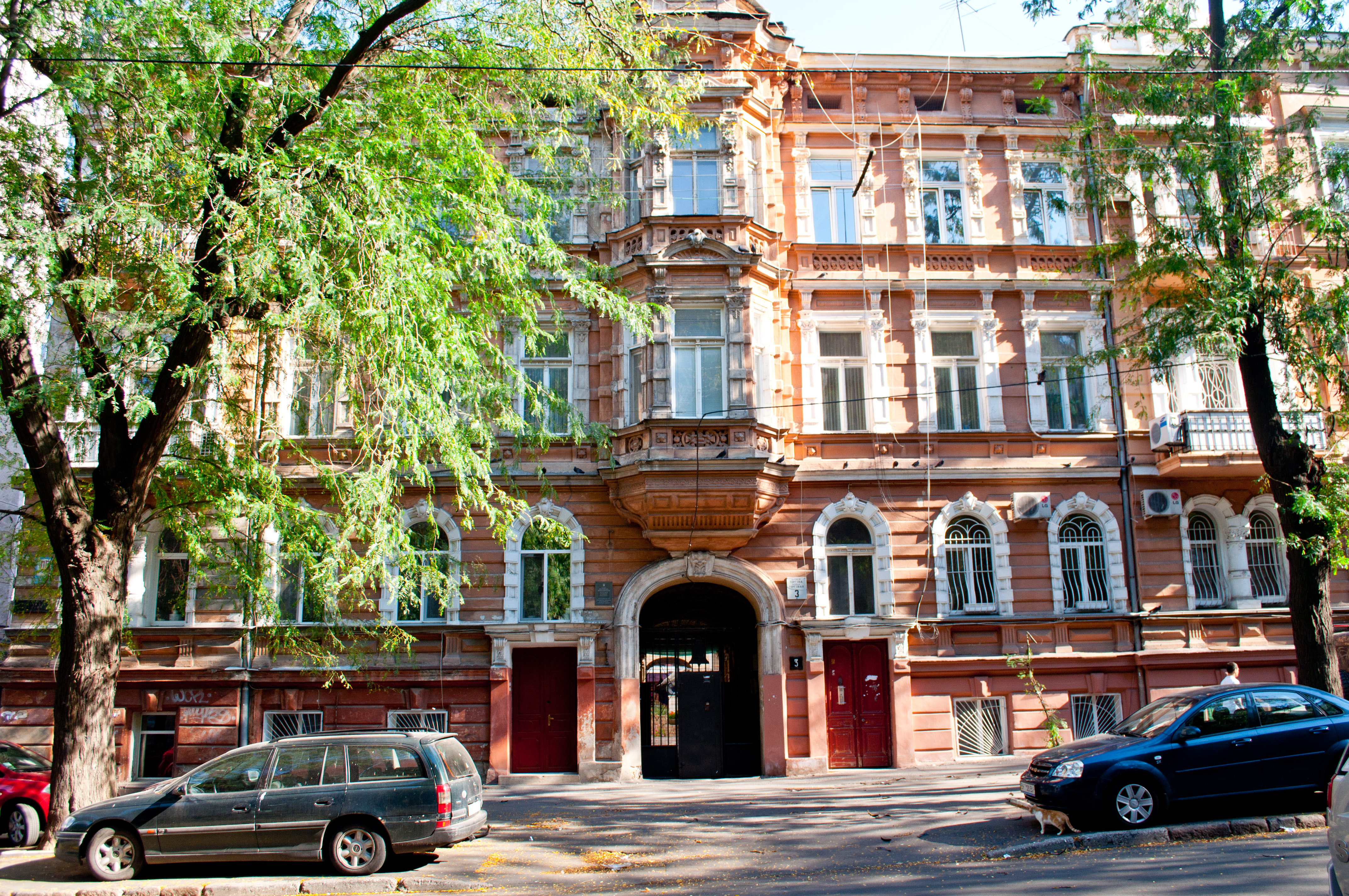
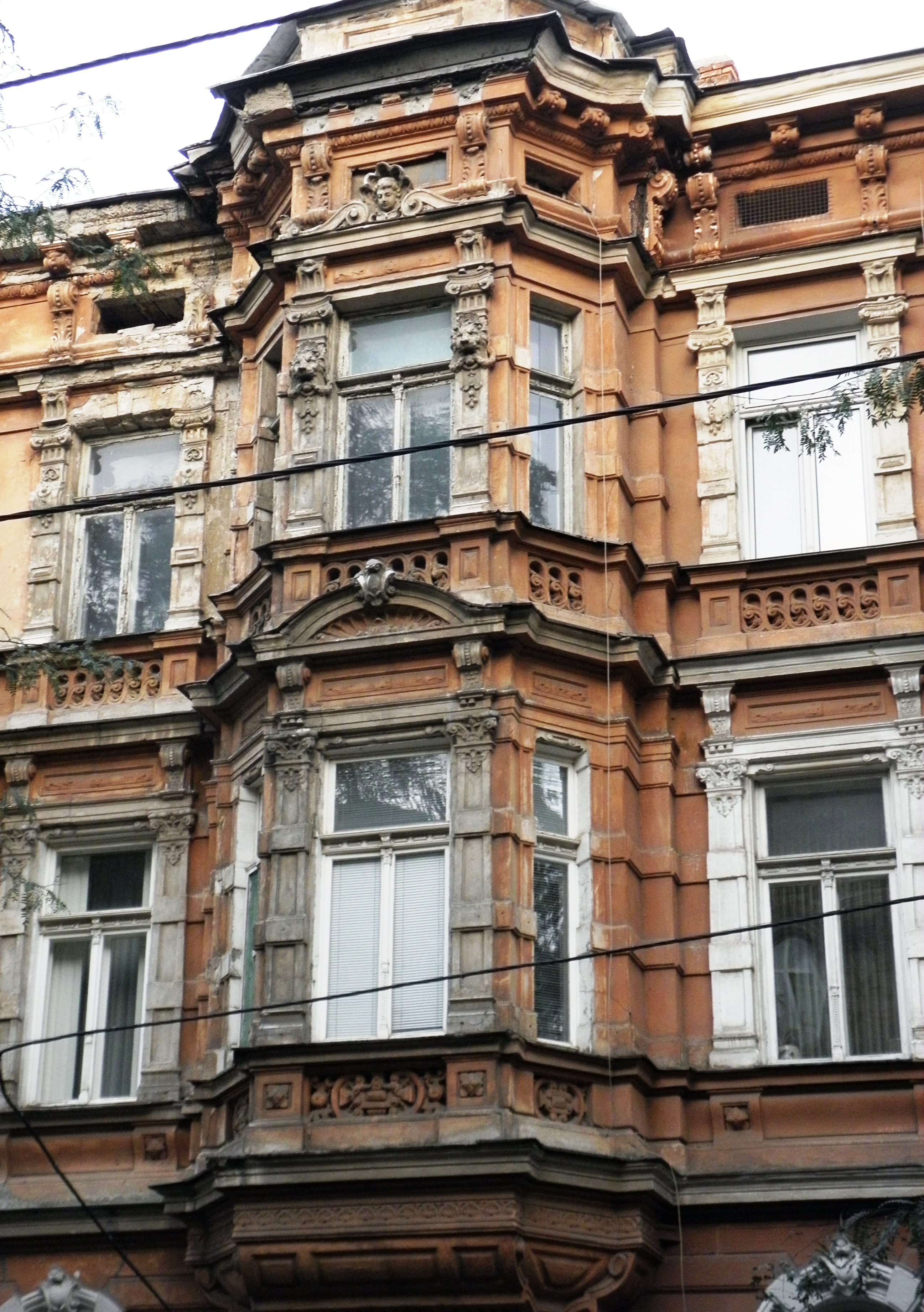